# Oscar Collenberg
Oscar Edvard Collenberg, född 4 januari 1885 i Ulrika församling, Östergötlands län, död 22 augusti 1971, var en svensk kemist.
Collenberg blev filosofie doktor 1915 och var 1914-19 docent i organisk kemi vid Uppsala universitet, samt kemisk expert vid Ackumulator AB Jungner 1918-19. Han var 1919-1924 professor i oorganisk kemi vid Norges tekniske høgskole i Trondheim. Collenberg var 1924 professor vid Centralanstalten för försökväsendet på jordbruksområdet samt 1924-1926 professor i kemi vid Lunds universitet och från 1926 professor i oorganisk kemi vid KTH. Han invaldes 1934 som ledamot av Ingenjörsvetenskapsakademien och blev hedersledamot av densamma 1950.
Collenbergs arbeten omfattade främst preparativa och fysikalisk-kemiska arbeten över komplexa wolfram- och molybdenföreningar samt arbeten i analytisk kemi och reaktionskinetik. Av hans forskningsresultat märks en korrigering av antimons atomvikt.